# アウディ・シリアコ
アウディ・アレクサンダー・シリアコ・レギサモン（Audy Alexander Ciriaco Leguisamon , 1987年6月16日 - ）は、ドミニカ共和国・サン・ペドロ・デ・マコリス州サンペドロ・デ・マコリス出身の元プロ野球選手（内野手）。右投右打。
実兄は同じくプロ野球選手のペドロ・シリアコ。

## 経歴

### プロ入りとマイナー時代
リセオ・ソル・アナ・ノラン高等学校を卒業後、2005年2月にデトロイト・タイガースと契約してプロ入り。
2011年にはAA級エリー・シーウルブズで101試合に出場。2012年はメジャーのスプリングトレーニングに招待されるなど期待され、開幕後はAAA級トレド・マッドヘンズで102試合に出場したが、この年限りでFAとなった。
2012年12月20日にマイアミ・マーリンズとマイナー契約を結び、2013年はAAA級ニューオーリンズ・ゼファーズで4試合、AA級ジャクソンビル・サンズで84試合の計86試合に出場したが、2球団合計で打率.227、6本塁打という成績にとどまり、オフの11月4日にFAとなった。
2014年1月10日にクリーブランド・インディアンスとマイナー契約を結び、開幕後はAAA級コロンバス・クリッパーズに所属。112試合に出場して、打率.255、15本塁打、70打点を記録し、この年がマイナーでのキャリアハイとなった。
2015年はAAA級コロンバスで77試合に出場し、打率.236、6本塁打、37打点を記録した。またシーズンオフにはドミニカ・ウィンターリーグ（LIDOM）に参加。打率.314を記録し、シーズン打率ランキング3位に入る活躍を見せた。

### BCリーグ・石川時代
2016年3月10日、日本の独立リーグであるベースボール・チャレンジ・リーグの石川ミリオンスターズと契約した。背番号は33。シーズン68試合で打率.322、15本塁打、53打点とスラッガーとしての能力を発揮した。シーズン終了後に横浜DeNAベイスターズの入団テストに参加し、場外弾2発を放つなど長打力をアピールした。

### ベイスターズ時代
2016年10月25日にDeNAが、シリアコの獲得を発表した。背番号は98。
2017年には、エリアン・エレラが春季キャンプ中に右手首を故障したことなどを背景に、オープン戦で積極的に起用された。.375の高打率を記録し、ホセ・ロペス、フィル・クライン、スペンサー・パットンと共に開幕一軍入りを果たした。3月31日には、東京ヤクルトスワローズとの開幕戦（明治神宮野球場）に、「5番・三塁手」としてスタメンで一軍公式戦へデビュー。以降も一軍公式戦4試合へ出場したが、通算打率.077（13打数1安打）と振るわず、ジョー・ウィーランドと入れ替わる格好で4月6日に出場選手登録を抹消された。後に一軍へ復帰したものの、北海道日本ハムファイターズから黒羽根利規との交換トレードでエドウィン・エスコバーが移籍した7月以降は、一軍の外国人枠をロペス、ウィーランド、パットン、エスコバーが占め、4名とも揃って好調だったため、シリアコは二軍での調整を余儀なくされた。9月中旬にはドミニカ在住の夫人の出産へ立ち会う目的で帰国し、一軍公式戦12試合に出場しただけでレギュラーシーズンを終えた。ちなみに、一軍はレギュラーシーズン3位・クライマックスシリーズ突破を経て、19年振りに日本シリーズへ進出したが、ポストシーズンの試合には出場せず、シーズン終了後の11月10日に翌年の契約を結ばないことが球団より発表された。12月2日、自由契約公示された。

### 独立リーグ時代
2018年3月22日にカナディアン・アメリカン・リーグのサセックスカウンティー・マイナーズと契約。100試合に出場し、打率.294、11本塁打、65打点を記録した。
2019年も、サセックスカウンティー・マイナーズと再契約。同年は兄のペドロ・シリアコも同チームと契約し、チームメイトとなった。この年は92試合に出場し、打率.328、9本塁打、70打点を記録した。
2021年も、同年よりフロンティアリーグ所属となったサセックスカウンティー・マイナーズと再契約。92試合に出場し、打率.303、10本塁打、61打点を記録したが、シーズン最終戦となった9月11日に現役引退を発表した。功績を称え、当チームで着用した背番号28は永久欠番となった。

## 選手としての特徴
パワフルな打撃が持ち味の強打者。三塁手を本職に守るが外野手もこなせる。
同郷のトニ・ブランコやエクトル・ルナと面識があり、DeNA入団後は彼らから技術的なアドバイスと日本野球の知識を仕入れている。

## 詳細情報

### 年度別打撃成績
| 年 度    | 球 団    | 試 合 | 打 席 | 打 数 | 得 点 | 安 打 | 二 塁 打 | 三 塁 打 | 本 塁 打 | 塁 打 | 打 点 | 盗 塁 | 盗 塁 死 | 犠 打 | 犠 飛 | 四 球 | 敬 遠 | 死 球 | 三 振 | 併 殺 打 | 打 率 | 出 塁 率 | 長 打 率 | O P S |
| -------- | -------- | ----- | ----- | ----- | ----- | ----- | -------- | -------- | -------- | ----- | ----- | ----- | -------- | ----- | ----- | ----- | ----- | ----- | ----- | -------- | ----- | -------- | -------- | ----- |
| 2017     | DeNA     | 12    | 28    | 27    | 1     | 2     | 1        | 0        | 0        | 3     | 0     | 0     | 0        | 0     | 0     | 1     | 0     | 0     | 10    | 0        | .074  | .107     | .111     | .218  |
| NPB：1年 | NPB：1年 | 12    | 28    | 27    | 1     | 2     | 1        | 0        | 0        | 3     | 0     | 0     | 0        | 0     | 0     | 1     | 0     | 0     | 10    | 0        | .074  | .107     | .111     | .218  |

### 年度別守備成績
| 年 度 | 一塁  | 一塁  | 一塁  | 一塁  | 一塁  | 一塁     | 三塁  | 三塁  | 三塁  | 三塁  | 三塁  | 三塁     |
| 年 度 | 試 合 | 刺 殺 | 補 殺 | 失 策 | 併 殺 | 守 備 率 | 試 合 | 刺 殺 | 補 殺 | 失 策 | 併 殺 | 守 備 率 |
| ----- | ----- | ----- | ----- | ----- | ----- | -------- | ----- | ----- | ----- | ----- | ----- | -------- |
| 2017  | 4     | 19    | 3     | 1     | 3     | .957     | 5     | 2     | 12    | 1     | 0     | .933     |
| 通算  | 4     | 19    | 3     | 1     | 3     | .957     | 5     | 2     | 12    | 1     | 0     | .933     |

### 記録
NPB
- 初出場・初先発出場：2017年3月31日、対東京ヤクルトスワローズ1回戦（明治神宮野球場）、5番・三塁手で先発出場
- 初打席：同上、2回裏に石川雅規から三塁ゴロ
- 初安打：2017年4月1日、対東京ヤクルトスワローズ2回戦（明治神宮野球場）、6回表にプレストン・ギルメットから左前安打

### 独立リーグでの打撃成績
| 年 度     | 球 団     | 試 合 | 打 数 | 得 点 | 安 打 | 二 塁 打 | 三 塁 打 | 本 塁 打 | 塁 打 | 打 点 | 盗 塁 | 犠 打 | 犠 飛 | 四 球 | 死 球 | 三 振 | 併 殺 打 | 打 率 | 出 塁 率 | 長 打 率 | O P S |
| --------- | --------- | ----- | ----- | ----- | ----- | -------- | -------- | -------- | ----- | ----- | ----- | ----- | ----- | ----- | ----- | ----- | -------- | ----- | -------- | -------- | ----- |
| 2016      | 石川      | 68    | 274   | 44    | 91    | 18       | 1        | 15       | 156   | 53    | 1     | 0     | 5     | 19    | 1     | 29    | 8        | .332  | .371     | .569     | .941  |
| 通算：1年 | 通算：1年 | 68    | 274   | 44    | 91    | 18       | 1        | 15       | 156   | 53    | 1     | 0     | 5     | 19    | 1     | 29    | 8        | .332  | .371     | .569     | .941  |

### 背番号
- 33 （2016年）
- 98 （2017年）

### 登場曲
- 「Pa' Fuera」Alwin Vazquez （2017年）